# Brian Welch
Brian Philip „Head” Welch (ur. 19 czerwca 1970 w Torrance) – amerykański gitarzysta i wokalista. Członek zespołu Korn w latach 1993–2005 i ponownie od 2013.
W 2004 wraz z Jamesem „Munkym” Shafferem został sklasyfikowany na 26. miejscu listy 100 najlepszych gitarzystów heavymetalowych wszech czasów według magazynu Guitar World.

## Życiorys

### Wczesne lata
Urodził się w Torrance w Kalifornii jako syn Maryellen Welch i Phila Welcha. Dorastał w Bakersfield. W wieku niespełna dziesięciu lat zaczął przejawiać zainteresowanie muzyką, początkowo pasjonowała go przede wszystkim perkusja, jednak jego ojciec zachęcił go do gry na gitarze. Jego największym idolem był Ozzy Osbourne. W latach szkolnych przyjaźnił się z Reginaldem Arvizu (znanym później jako Fieldy), który także był gitarzystą.

### Kariera
Początkowo przyjaźnił się z muzykami formacji L.A.P.D., do której z czasem został przyjęty. Po przyłączeniu się Jonathana Davisa zespół zmienił nazwę na Korn. Welch był gitarzystą tej grupy do 22 lutego 2005, kiedy odszedł z zespołu z powodów narkotykowych i religijno-duchowych – przyjął chrześcijaństwo i chrzest nad rzeką Jordan na Bliskim Wschodzie. Jest baptystą.
Początkowo samodzielnie tworzył utwory oparte na elektronice (głównie za pomocą programu Garage Band). Później jednak stwierdził, że będzie nagrywał to, w czym jest najlepszy, czyli ściany ciężkich gitar. 1 lipca 2008 wydał autobiografię zatytułowaną „Save Me from Myself: How I Found God, Quit Korn, Kicked Drugs, and Lived to Tell My Story” (pol. dosł. Uratuj mnie ode mnie samego: jak znalazłem Boga, rzuciłem Korn, rzuciłem narkotyki, i żyłem by opowiedzieć swoją historię), w której opisał swoje nawrócenie. 9 września 2008 roku miała miejsce premiera jego debiutanckiego albumu solowego Save Me from Myself.
Pierwszy solowy występ „Heada” w Polsce miał miejsce 20 czerwca 2010 (w warszawskim klubie „Progresja”). Podczas koncertu odbyła się premiera polskiego wydania książki Welcha zatytułowanej „Zbaw mnie ode mnie samego”. 30 listopada wydano drugą książkę autorstwa Welch’a pt. „Stronger: Forty Days Of Rock, Jesus, And Salvation” (pol. dosł. „Mocniejszy: Czterdzieści dni rocka, Jezusa, i zbawienia”).
4 października 2011, za pośrednictwem Headdog Music, opublikowano nowy singiel „Paralyzed”, do którego nakręcono teledysk. Na początek 2012 Welch planował wydanie minialbumu EP.
W 2012 muzyk stworzył nowy zespół muzyczny pod nazwą Love and Death (Miłość i Śmierć) Na początku kwietnia 2012 ukazał się pierwszy singiel nowej grupy zatytułowany „Chemicals”, zaś debiutancka płyta pod tym samym tytułem ukazała się 24 kwietnia 2012. 22 stycznia 2013 zespół wydał nową płytę pod nazwą Between Here & Lost. W lutym 2013 powrócił do składu grupy Korn.
W tym samym roku wydał z grupą płytę The Paradigm Shift.

## Instrumentarium
W przeszłości muzyk grał na siedmiostrunowej gitarze elektrycznej własnego projektu (mostek U-bar), wyprodukowanej przez firmę Ibanez pod nazwą K7. Grając w zespole Love and Death, używa sześciostrunowych gitar barytonowych także firmy Ibanez. W latach późniejszych firma Ibanez wprowadziła do produkcji, nową sygnowaną przez Welcha gitarę Komrad20RS.

## Życie prywatne
Muzyk angażuje się w działalność charytatywną. Po wycofaniu się z show-biznesu, Welch adoptował w Indiach 212 dzieci i założył sierociniec w Baligerii. Jak stwierdził: „Otworzyły mi się oczy na los dzieci żyjących na ulicach. Uświadomiłem sobie, że muszę im pomóc”. Brian Welch nie chciał jednocześnie, aby którekolwiek z jego adoptowanych dzieci słuchało ostrej muzyki, którą nagrywał kiedyś z grupą Korn. Oto jak tłumaczy swoją decyzję o opiece nad tymi dziećmi: „Zamiast kupować kolejne BMW, postanowiłem zrobić z moimi pieniędzmi coś pożytecznego. Przez całe życie byłem egoistą i teraz chcę zacząć dawać. Moje dzieci wiedzą, że jestem sławną gwiazdą rocka, ale nie zamierzam przynosić im do domu płyt Korna i zachęcać do słuchania”.
W latach 1998–2001 był żonaty z Rebekkah Welch, z którą ma dwie córki – Jeanne Marie (ur. 6 lipca 1998) i Natalie.

## Dyskografia
- Caliban: Elements (2018), gościnnie w utworze „Masquerade”[23]

Albumy solowe
| Tytuł               | Dane dot. albumu                                            | Pozycja na liście | Pozycja na liście | Pozycja na liście | Pozycja na liście |
| Tytuł               | Dane dot. albumu                                            | USA               | USA Ind.          | USA Christ.       | NZL               |
| ------------------- | ----------------------------------------------------------- | ----------------- | ----------------- | ----------------- | ----------------- |
| Save Me from Myself | - Data: 9 września 2008 - Wydawca: Driven, Warner, Rykodisc | 63                | 7                 | 3                 | 27                |

## Teledyski
| Tytuł   | Rok  | Reżyseria     | Album               | Źródło |
| ------- | ---- | ------------- | ------------------- | ------ |
| „Flush” | 2008 | Frankie Nasso | Save Me from Myself | [ 26 ] |

## Filmografia
| Rok  | Tytuł                                     | Rola                        | Reżyser               |
| ---- | ----------------------------------------- | --------------------------- | --------------------- |
| 1999 | Miasteczko South Park                     | w roli samego siebie (głos) | Trey Parker           |
| 2018 | Loud Krazy Love (film dokumentalny)       | w roli samego siebie        | Trey Hill, Scott Mayo |
| 2018 | Finger of God 2 (film dokumentalny)       | w roli samego siebie        | Will Hacker           |
| 2018 | What Is Classic Rock? (film dokumentalny) | w roli samego siebie        | Daniel Sarkissian     |
| 2019 | Mind Over Matter (film dokumentalny)      | w roli samego siebie        | Sébastien Paquet      |